# Salicornia
- Commons
- Wikispecies

Salicornia L. é um gênero botânico da família Amaranthaceae. Há espécies de salicórnia nativas da América do Norte, Europa, África do Sul e do sul da Ásia.
Conhecida por "sal verde" ou "espargo do mar", devido à sua semelhança aos espargos verdes, a salicórnia pode ser um ótimo substituto do sal, aplicada em saladas frescas, ou mesmo cozida. 

## Sinonímia
- Sarcocornia A. J. Scott

## Espécies
As espécies mais comuns são:
- Salicornia virginica
- Salicornia europaea
- Salicornia maritima
- Salicornia bigelovii
- Salicornia perennis
- Salicornia ramosissima
- Lista completa

## Classificação do gênero
| Sistema | Classificação                     | Referência               |
| ------- | --------------------------------- | ------------------------ |
| Linné   | Classe Monandria, ordem Monogynia | Species plantarum (1753) |